# علي بن سليمان العباسي
علي بن سليمان الهاشمي أمير عباسي في القرن الثامن الميلادي، شغل منصب والي اليمن والجزيرة ومصر.

## سيرته
هو ابن سليمان بن علي بن عبد الله بن عباس، كان والده والي البصرة لعدة سنوات في أعقاب الثورة العباسية، وابن عم أول خليفتين عباسيين السفاح والمنصور.
أثناء خلافة المهدي شغل والي اليمن (777-778)م، ومرة أو مرتين واليًا على الجزيرة وقنسرين في 165 هـ و168 هـ - 782م و785م. خلال ولايته نقل أسواق الرقة إلى موقع أكثر مركزية بين الرقة ومدينة الرافقة، وأمره المهدي بإعادة بناء بلدة الحدث الحدودية بعد نهبها على أيدي البيزنطيين. وبعد انهيار الهدنة مع البيزنطيين عام 168 هـ / 785م، أرسل قوة من سلاح الفرسان بقيادة يزيد بن بدر بن البطال في غارة فظفر بهم وغنم.
في عام 169 هـ / 786م، ولاه موسى الهادي على مصر بعد عزل الفضل بن صالح، وجمع له الصلاة والخراج معًا، ودخل علي بن سليمان إلى مصر في شوال سنة 169 هـ، وسكن العسكر، وجعل على شرطته عبد الرحمن بن موسى اللخمي ثم عزله وولى الحسن بن يزيد الكندي. ورد عليه الخبر بموت موسى الهادي في 15 ربيع الأول سنة 170 هـ، وولاية هارون الرشيد الخلافة من بعده، وأعيد تأكيده في ذلك المنصب بعد تولى هارون الرشيد الخلافة.
خلال فترة عمله في الفسطاط، شرع في حملة الأمر بالمعروف والنهي عن المنكر، وسن تدابير مثل منع الملاهي والخمور. كما اتخذ إجراءات ضد الكنائس المسيحية التي شُيّدت مؤخرًا، فتكلم القبط معه في تركها وأن يجعلوا له في مقابلة ذلك خمسين ألف دينار فامتنع من ذلك، وكان كثير الصدقة في الليل، فمالت الناس إليه، فلما رأى ميل الناس إليه، أظهر ما في نفسه من أنه يصلح للخلافة وطمع في ذلك، فكتب بعض أهل مصر إلى هارون الرشيد وعرفه بذلك، فسخط عليه هارون وعزله عن إمرة مصر في يوم الجمعة 26 ربيع الأول سنة 171 هـ / 787م، وولى مصر بعده موسى بن عيسى بن موسى، فكانت ولاية علي بن سليمان على مصر نحو سنة وثلاثة أشهر.
توجه علي بن سليمان إلى الرشيد فندبه لقتال يحيى بن عبد الله بالديلم وصحبته الفضل بن يحيى البرمكي. واستمر علي بن سليمان معظمًا إلى أن مات. وتوفي بعد عزله عن مصر في سنة 172 هـ/788م، وقيل: سنة 178 هـ.